# Dalechampia brevipedunculata
Dalechampia brevipedunculata är en törelväxtart som beskrevs av Ernst Heinrich Georg Ule. Dalechampia brevipedunculata ingår i släktet Dalechampia och familjen törelväxter. Inga underarter finns listade i Catalogue of Life.